# Lesično
Lesično je naselje v Občini Kozje.